# Kloebe-Stollen
Der Kloebe-Stollen war eine unterirdische Befestigungsanlage aus dem Ersten Weltkrieg und befand sich etwa 300 Meter nördlich des Fort Vaux bei Verdun in Frankreich.
Es handelte sich eigentlich um eine Stollen-Anlage, die aus zwei U-förmigen unterirdischen Stollen bestand. Diese Stollen waren im Frühjahr 1916 von Soldaten des deutschen Reserve-Infanterie-Regiments 98 angelegt worden. Die Anlage wurde nach dem Bataillonskommandeur Major Kloebe benannt. 
Die Stollen dienten als beschusssichere Unterstände für die Soldaten des Reserve-Infanterie-Regiments 98 und dort waren auch die beiden Bataillonsstäbe untergebracht. Bei den Kämpfen um das Fort Vaux dienten die Kloebe-Tunnel später oft als Angriffs- oder Reservestellung.